# Conosa
Los conosos (Conosa o Conosea) son un subfilo de protistas del filo Amoebozoa que comprende tres grupos: Variosea, Mycetozoa y Archamoebae. La mayoría de los miembros presentan uno o dos flagelos, son multiflagelados (por ejemplo, Multicilia y Pelomyxa) e incluso las formas que perdieron los flagelos conservan todavía la organización de microtúbulos del centrosoma. 
Se diferencian del otro subfilo, Lobosa, en que estos últimos perdieron flagelos, centriolos y también generalmente la organización de microtúbulos del centrosoma al evolucionar al modo de locomoción basado en flujos de citoplasma y en  la contractibilidad del complejo de actina-miosina.  Algunos miembros de Conosa son aerobios y otros anaerobios (por ejemplo, Pelomyxa y Entamoeba). El grupo incluye entre otros a los mixomicetos y a Entamoeba histolytica.